# Dzięcioł kosmaty
Dzięcioł kosmaty (Dryobates pubescens) – gatunek małego ptaka z rodziny dzięciołowatych (Picidae). Żeruje na konarach i mniejszych drzewach.
MorfologiaDługość ciała 15–17 cm. Masa ciała 20,7–32,2 g, średnio 27,0 g. Skrzydła z czarnymi i białymi pręgami, grzbiet biały. Ciemię, pasek oczny oraz wąsy czarne; brew szeroka, pod okiem biały pasek, który ciągnie się do potylicy. Spód ciała biały. Środkowe sterówki czarne; zewnętrzne są białe, z 2 lub większą liczbą prążków o czarnej barwie. U samca czerwona potylica. Dziób krótki.
Zasięg, środowiskoLasy, kępy zadrzewień, cieniste aleje w północnej i środkowej Ameryce Północnej (Kanada i USA wraz z Alaską). Zimą opuszcza rejony zasięgu, które są najbardziej wysunięte na północ.
StatusIUCN uznaje dzięcioła kosmatego za gatunek najmniejszej troski (LC, Least Concern) nieprzerwanie od 1988 roku. W 2017 roku organizacja Partners in Flight szacowała liczebność światowej populacji lęgowej na około 14 milionów osobników. Trend liczebności populacji uznawany jest za stabilny.
PodgatunkiWyróżnia się 7 podgatunków D. pubescens:
- D. p. glacialis Grinnell, 1910 – południowo-wschodnia Alaska
- D. p. medianus (Swainson, 1832) – środkowa Alaska do wschodniej Kanady oraz środkowych i wschodnich USA
- D. p. fumidus Maynard, 1889 – południowo-zachodnia Kanada i zachodni stan Waszyngton (USA)
- D. p. gairdnerii (Audubon, 1839) – zachodni Oregon do północno-zachodniej Kalifornii
- D. p. turati (Malherbe, 1860) – środkowy stan Waszyngton do środkowej Kalifornii
- D. p. leucurus (Hartlaub, 1852) – Góry Skaliste (od południowo-wschodniej Alaski po południowo-zachodnie USA)
- D. p. pubescens (Linnaeus, 1766) – południowo-wschodnie USA